# Miss America
Ne doit pas être confondu avec Miss USA.
Pour l’article homonyme, voir Miss America (groupe).
Pour l’article homonyme, voir Miss America (comics).

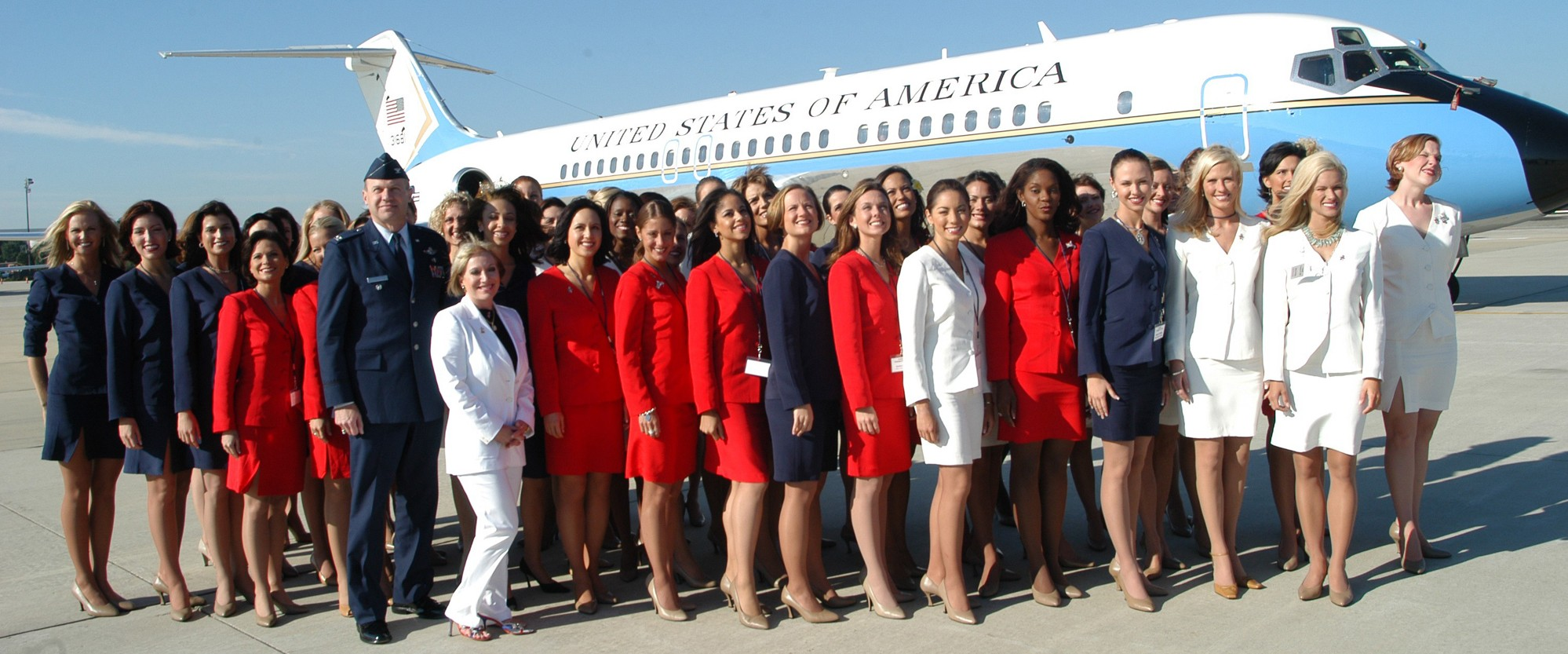
Les candidates à Miss America visitant la Andrews Air Force Base en 2003.

Miss America est un concours de beauté se déroulant annuellement aux États-Unis et mettant en compétition des jeunes femmes représentant chaque État américain. La gagnante, désignée lors d'une finale, se voit remettre le titre de « Miss America » pour une année et reçoit une bourse d'études.
Bien qu'à l'origine, lors de sa création en 1921, le concours de Miss America soit une manifestation ne mettant en compétition que la beauté, celle-ci ne constitue aujourd'hui qu'un critère parmi d'autres, et représente, sous l'appellation Swimsuit and Evening Wear, 35 % de la note finale. La compétition s'est déroulée depuis sa création dans sa ville d'origine, Atlantic City dans le New Jersey, au mois de septembre (excepté lors de l'année 2000 durant laquelle la compétition eu lieu exceptionnellement le 14 octobre). À partir de 2006, la compétition déménage et se déroule depuis au mois de janvier dans la ville de Las Vegas, dans le Nevada. 
Miss America, à l'inverse des autres compétitions de beauté, se présente comme une compétition étudiante, et les prix, tant pour la gagnante que pour ses dauphines, sont des bourses d'études pour un établissement de leur choix. L'ensemble du budget de Miss America consacré au financement scolaire, à travers ses filiales locales et régionales, s'élève chaque année selon l'organisation à plus de 45 millions de USD, et constitue le plus gros fournisseur de bourse d'études pour fille au monde. La plupart des compétitrices étant déjà diplômées ou en cours d'année universitaire, la majeure partie de leur prix sert généralement au financement d'une Graduate school (d'études de cycles supérieurs) ou d'une école spécialisée, ou à rembourser des prêts étudiants.

## Histoire

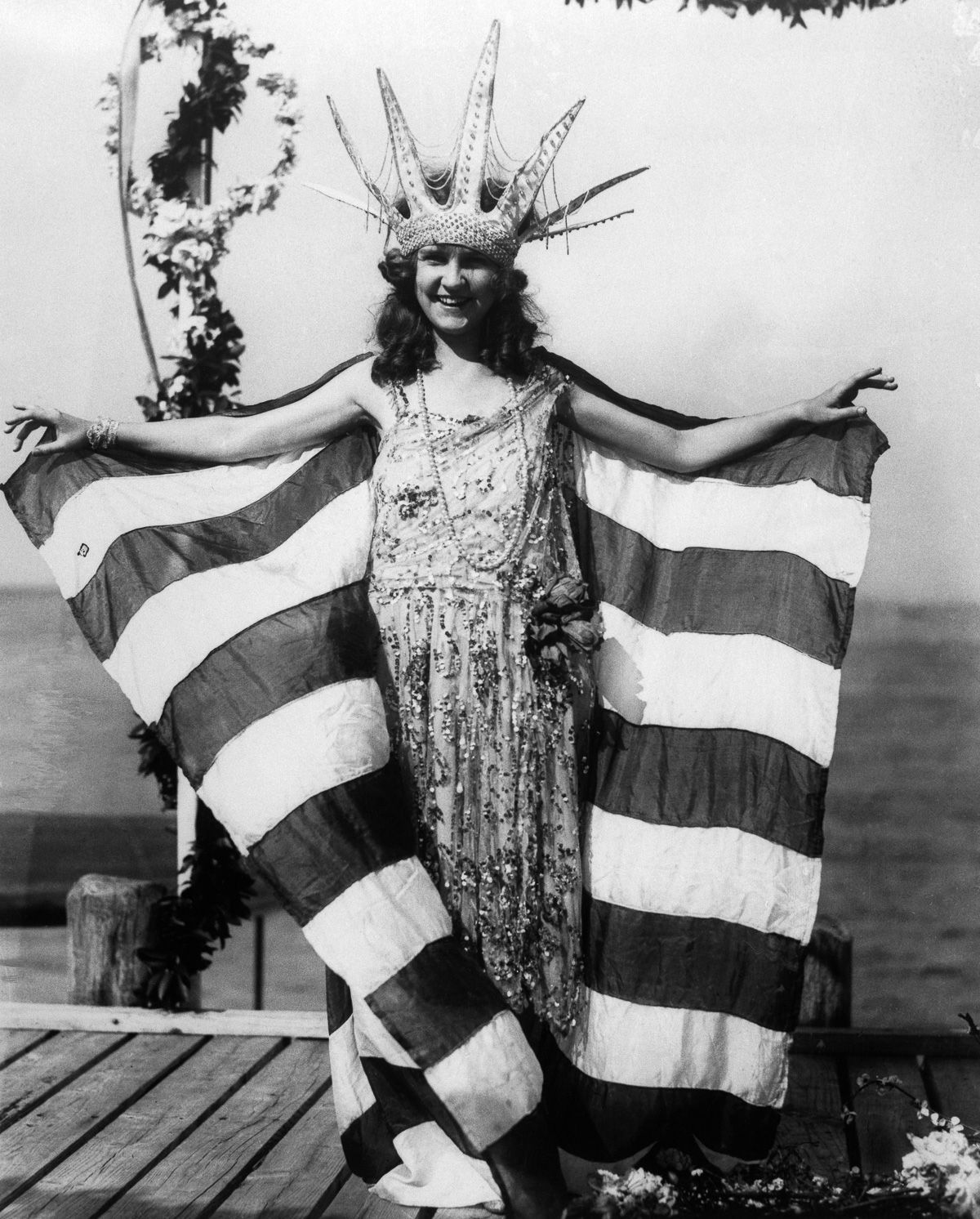
Margaret Gorman fut la première lauréate de Miss America en 1921.

La première compétition de Miss America s'est déroulée sur deux jours le 7 septembre 1921 dans la ville d'Atlantic City, dans le New Jersey. L'évènement, qui portait non pas le nom de Miss America mais celui de concours de beauté d'Atlantic City (« Atlantic City Pageant »), avait été organisé afin de faire rester quelques jours de plus, à Atlantic City, les vacanciers du week-end du Labor Day. En 1922, le concours change de nom et adopte son nom actuel.
En 1935, l'épreuve de talent est ajoutée au concours. À partir de 1950, il est décidé que la détentrice du titre ne le porterait pas l'année de son titre, mais l'année suivante, si bien qu'il n'y eut jamais de Miss America 1950.
Durant les premières années du concours, l'épreuve phare de la compétition est le défilé en maillot de bain. Lorsqu'il fut décidé de baisser son importance au profit d'autres épreuves, les sponsors fabricants de maillots de bain décidèrent de créer une compétition séparée, Miss USA. Yolande Betbeze, Miss America 1951, refusa de poser pour des publicités en maillot de bain, affirmant qu'elle voulait avant tout être reconnue en tant que chanteuse d'opéra. Catalina Swimwear, fabricant américain de maillot de bain et sponsor de Miss America, se sépara de la compétition et créa les compétitions Miss USA et Miss Univers.
En 1955, la compétition est pour la première fois retransmise à la télévision, et la gagnante de cette année est Lee Meriwether. En 1959, Mary Ann Mobley, originaire de Brandon dans le Mississippi, remporte le titre de Miss Mississippi et celui de Miss America. L'année suivante, sa successeur à Miss Mississippi, Lynda Lee Mead, remporte également le titre de Miss America. Les seuls États à avoir « remporté » le titre deux années consécutives sont la Pennsylvanie (1935 et 1936), le Mississippi (1959 et 1960) et l'Oklahoma (2006 et 2007). Plus récemment, New York a remporté le titre trois fois (2013, 2014 et 2015). Mary Katherine Campbell, Miss Columbus, Ohio, est la seule compétitrice à gagner deux fois consécutivement le titre en 1922 et 1923, avant que les règles ne limitent à une année la participation au concours.
Jusqu'à la fin des années 1930, les statuts du concours indiquent que les candidates doivent être blanches. Même si la règle est officiellement abolie en 1940, elle reste officieuse : ainsi, à l'édition de 1968, aucune des finalistes d'Atlantic City n'est noire, malgré une réforme entreprise l'année précédente (juges noirs intégrés au jury, bourse pour inciter les jeunes filles noires à se présenter). En réaction, J. Morris Anderson et Phillip Savage créent en 1968 le concours Miss Black America (en). La première Miss America noire est Vanessa Lynn Williams, en 1984. En 1945, Bess Myerson était devenue la première Miss America juive.

## Déroulement

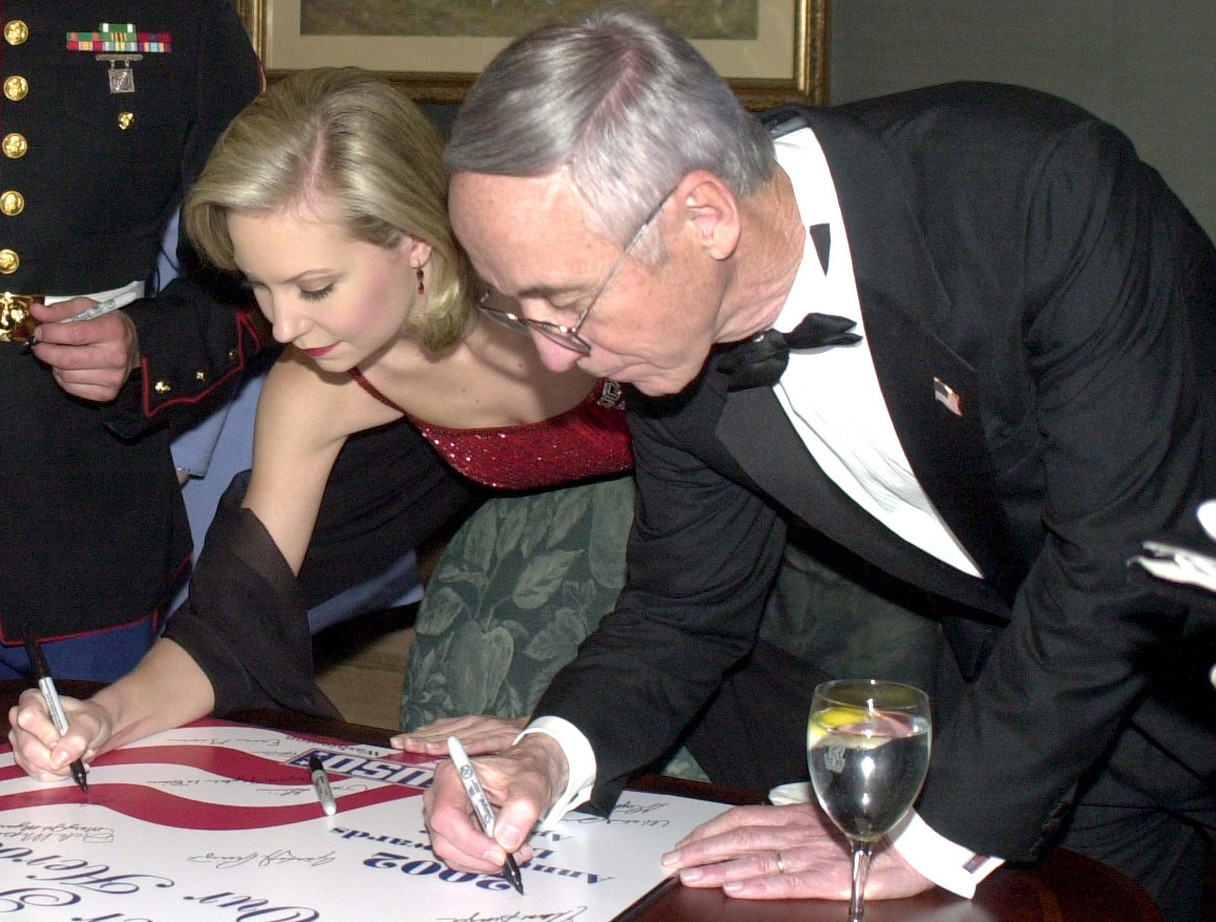
Katie Harman, Miss America 2002, signe des affiches de l'organisation caritative USO.

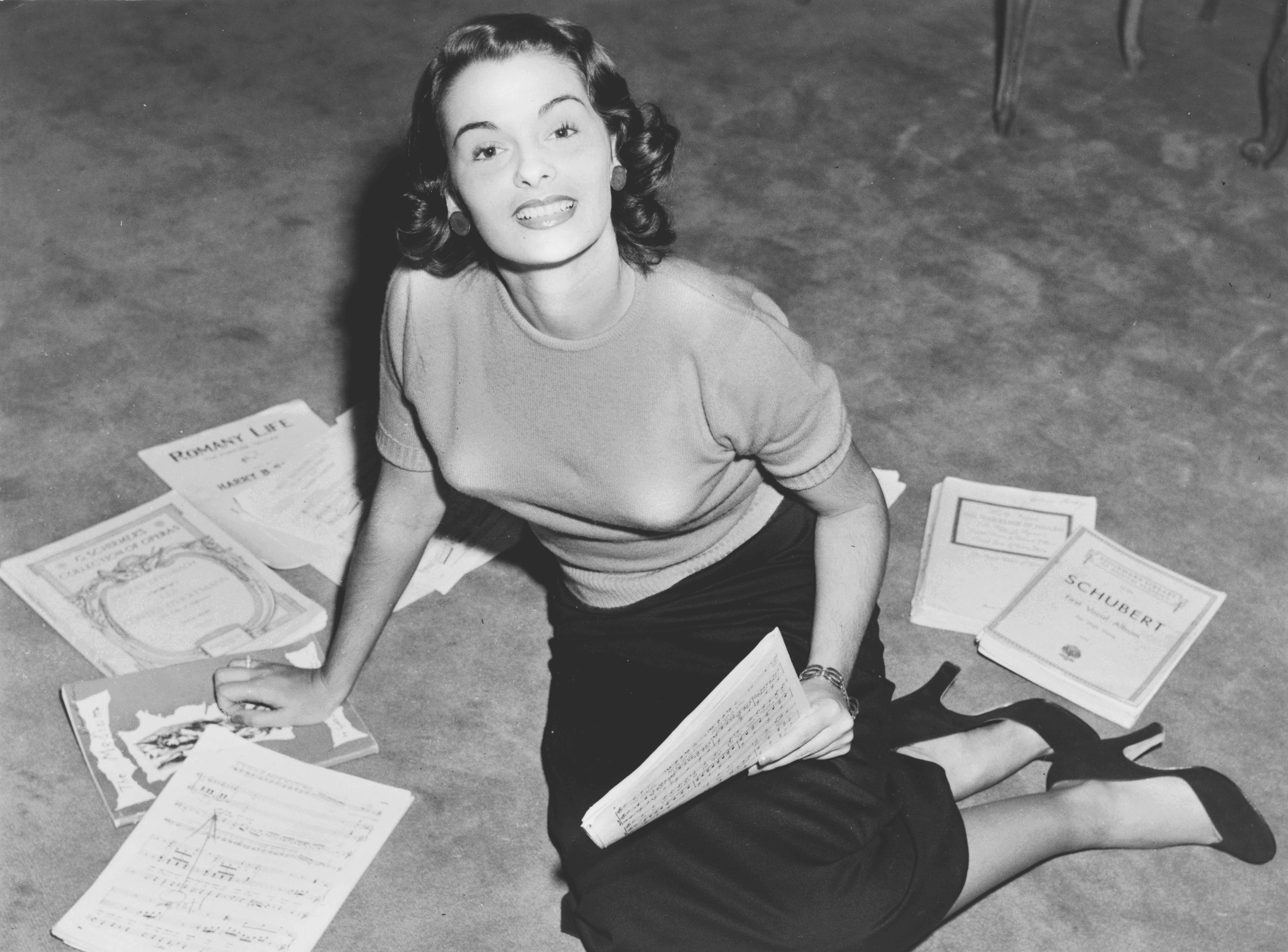
Yolande Betbeze, Miss America 1951.

La compétition de Miss America est liée à une multitude de sous-compétitions locales ayant lieu partout en Amérique, les compétitions à l'échelle d'une ville (telles que « Miss Mobile » pour la représentante de la ville de Mobile) jouant le rôle de pré-sélection aux compétitions plus importantes de l'État (comme « Miss Alabama » pour l'État de l'Alabama). Les gagnantes des compétitions de chaque État, ainsi que les gagnantes des concours « Miss District of Columbia » et « Miss Virgin Islands », se voient qualifiées pour la finale annuelle et pour le titre de Miss America. Les Virgin Islands font partie de la compétition depuis 2004, et les États de Porto Rico et de Guam ne possèdent encore en 2009 aucune représentante.
Les candidates aux concours de Miss America et aux compétitions d'État et locales sont départagées sur avis d'un jury qui les juge suivant un ensemble de cinq épreuves :
1. Private Interview (« entretien privé ») consiste en un entretien de la candidate avec le jury, et porte sur un panel de sujets allant de choses sérieuses comme la politique ou les questions sociales à des sujets plus légers et plus personnels. Les points sont attribués en fonction de l'expression orale, du langage, de la politesse, de l'articulation et de la confiance en soi de la candidate. Cette partie de la compétition est moins connue du public du fait de son déroulement, à l'inverse des autres compétitions, à l'écart de toute caméra et plateau de télévision. L'épreuve de l'entretien privé compte pour 25 % de la note finale du candidat.
2. Talent est une compétition durant laquelle la candidate peut faire découvrir au jury un talent, une aptitude particulière qu'elle possède. Les talents récurrents dans ce genre d'épreuves sont la danse et le chant. Cependant, certaines candidates n'hésitent pas à dévoiler des talents plus originaux : certaines ont parfois fait la démonstration d'aptitude de jonglerie, de ventriloque ou de peinture ; une candidate a même choisi de démontrer la meilleure manière de ranger ses effets dans une valise. Cette partie de la compétition compte pour 35 % de la note finale.
3. Lifestyle & Fitness in Swimsuit (« style de vie et démarche en maillot de bain ») est la partie de la compétition où la candidate, vêtue d'un maillot de bain et de chaussures à talon haut, évolue sur un plateau ou un podium. La compétition Miss America impose certaines règles quant à la taille et au style du maillot de bain. Sont jugés à lors de cette épreuve l'équilibre, la santé physique et la posture générale de la personne. Jusqu'à peu de temps, les candidates devaient porter des maillots une-pièce identiques. Depuis, l'organisation a permis aux candidates de choisir leur propre maillot, qui peut être une-pièce ou bikini et dans un style moderne. En 1996, l'organisation a lancé un sondage par téléphone demandant au public si la compétition en maillot de bain devait être supprimée. Plus de 87 % des voix exprimées se prononcèrent pour le maintien de l'épreuve en maillot de bain. Cette compétition compte pour 15 % des points totaux de la concurrente.
4. Evening Wear (« tenue de soirée ») est la partie ou la candidate défile vêtue d'une tenue de soirée. Celle-ci est jugée sur son équilibre et son allure durant sa marche sur le podium. Cette partie compte pour 20 % du score total.
5. Onstage Question consiste en une série de questions, prédéfinies et tirées au hasard, adressée durant l'épreuve du défilé en tenue de soirée aux candidates, et auxquelles la candidate doit répondre sans préparation. Les questions sont thématiques et concernent en général l'actualité. Cette épreuve exige de la part de la concurrente une connaissance de l'actualité et de présenter une opinion. Elle compte pour 5 % de la note finale.

## Liste des lauréates

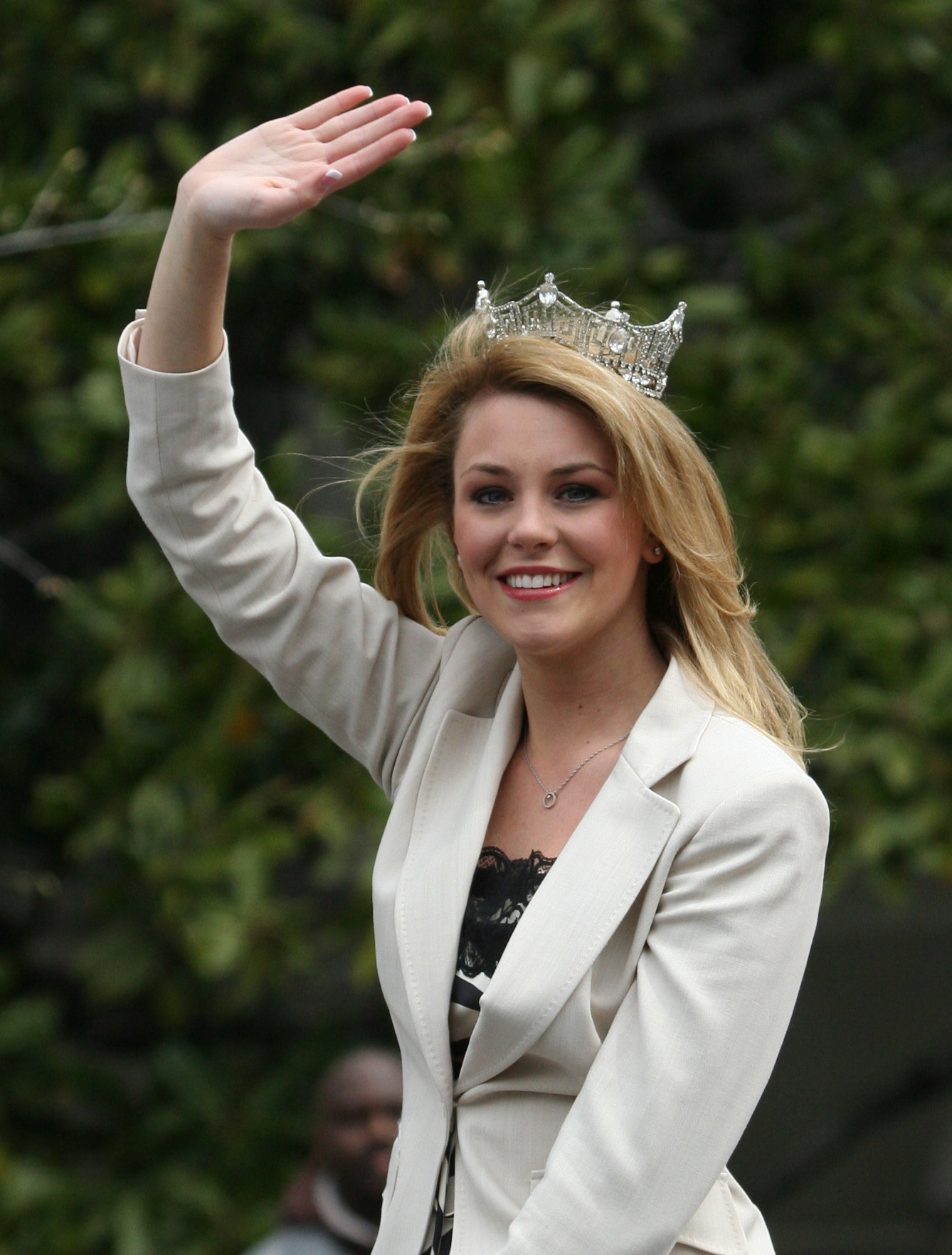
Miss America 2007 Lauren Nelson.

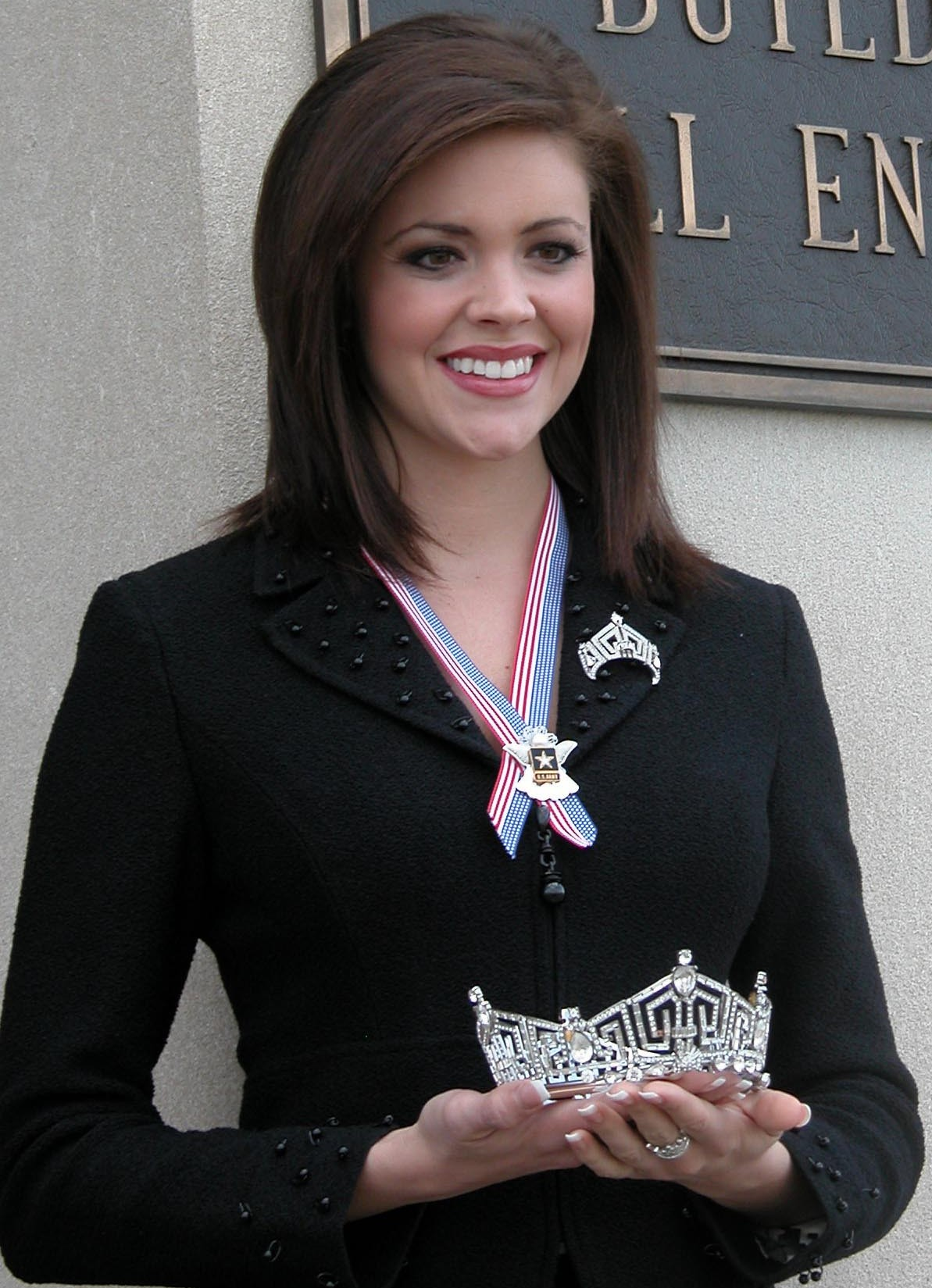
Miss America 2006 Jennifer Berry.

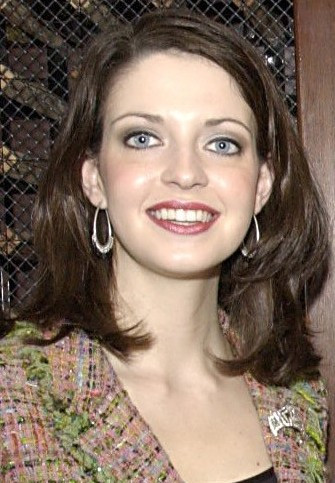
Miss America 2005 Deidre Downs.

| Année |                                                          | Miss America                                             | Origine                                                  |
| ----- | -------------------------------------------------------- | -------------------------------------------------------- | -------------------------------------------------------- |
| 1921  |                                                          | Margaret Gorman                                          | Washington D.C.                                          |
| 1922  |                                                          | Mary Campbell                                            | Ohio                                                     |
| 1923  |                                                          | Mary Campbell                                            | Ohio                                                     |
| 1924  |                                                          | Ruth Malcomson                                           | Pennsylvanie                                             |
| 1925  |                                                          | Fay Lanphier                                             | Californie                                               |
| 1926  |                                                          | Norma Smallwood                                          | Oklahoma                                                 |
| 1927  |                                                          | Lois Delander                                            | Illinois                                                 |
| 1932  |                                                          | Dorothy Hann                                             | New Jersey                                               |
| 1933  |                                                          | Marian Bergeron                                          | Connecticut                                              |
| 1935  |                                                          | Henrietta Leaver                                         | Pennsylvanie                                             |
| 1936  |                                                          | Rose Coyle                                               | Pennsylvanie                                             |
| 1937  |                                                          | Bette Cooper                                             | New Jersey                                               |
| 1938  |                                                          | Marilyn Meseke                                           | Ohio                                                     |
| 1939  |                                                          | Patricia Donnelly                                        | Michigan                                                 |
| 1940  |                                                          | Frances Marie Burke                                      | Pennsylvanie                                             |
| 1941  |                                                          | Rosemary LaPlanche                                       | Californie                                               |
| 1942  |                                                          | Jo-Carroll Dennison                                      | Texas                                                    |
| 1943  |                                                          | Jean Bartel                                              | Californie                                               |
| 1944  |                                                          | Venus Ramey                                              | Washington D.C.                                          |
| 1945  |                                                          | Bess Myerson                                             | New York                                                 |
| 1946  |                                                          | Marilyn Buferd                                           | Californie                                               |
| 1947  |                                                          | Barbara Jo Walker                                        | Tennessee                                                |
| 1948  |                                                          | BeBe Shopp                                               | Minnesota                                                |
| 1949  |                                                          | Jacque Mercer                                            | Arizona                                                  |
| 1951  |                                                          | Yolande Betbeze                                          | Alabama                                                  |
| 1952  |                                                          | Colleen Kay Hutchins                                     | Utah                                                     |
| 1953  |                                                          | Neva Jane Langley                                        | Géorgie                                                  |
| 1954  |                                                          | Evelyn Margaret Ay                                       | Pennsylvanie                                             |
| 1955  |                                                          | Lee Meriwether                                           | Californie                                               |
| 1956  |                                                          | Sharon Ritchie                                           | Colorado                                                 |
| 1957  |                                                          | Marian McKnight                                          | Caroline du Sud                                          |
| 1958  |                                                          | Marilyn Van Derbur                                       | Colorado                                                 |
| 1959  |                                                          | Mary Ann Mobley                                          | Mississippi                                              |
| 1960  |                                                          | Lynda Lee Mead                                           | Mississippi                                              |
| 1961  |                                                          | Nancy Fleming                                            | Michigan                                                 |
| 1962  |                                                          | Maria Fletcher                                           | Caroline du Nord                                         |
| 1963  |                                                          | Jacquelyn Mayer                                          | Ohio                                                     |
| 1964  |                                                          | Donna Axum                                               | Arkansas                                                 |
| 1965  |                                                          | Vonda Kay Van Dyke                                       | Arizona                                                  |
| 1966  |                                                          | Deborah Irene Bryant                                     | Kansas                                                   |
| 1967  |                                                          | Jane Anne Jayroe                                         | Oklahoma                                                 |
| 1968  |                                                          | Debra Dene Barnes                                        | Kansas                                                   |
| 1969  |                                                          | Judith Anne Ford                                         | Illinois                                                 |
| 1970  |                                                          | Pamela Anne Eldred                                       | Michigan                                                 |
| 1971  |                                                          | Phyllis Ann George                                       | Texas                                                    |
| 1972  |                                                          | Laurie Lea Schaefer                                      | Ohio                                                     |
| 1973  |                                                          | Terry Anne Meeuwsen                                      | Wisconsin                                                |
| 1974  |                                                          | Rebecca Ann King                                         | Colorado                                                 |
| 1975  |                                                          | Shirley Cothran                                          | Texas                                                    |
| 1976  |                                                          | Tawny Elaine Godin                                       | New York                                                 |
| 1977  |                                                          | Dorothy Kathleen Benham                                  | Minnesota                                                |
| 1978  |                                                          | Susan Perkins                                            | Ohio                                                     |
| 1979  |                                                          | Kylene Barker                                            | Virginie                                                 |
| 1980  |                                                          | Cheryl Prewitt                                           | Mississippi                                              |
| 1981  |                                                          | Susan Powell                                             | Oklahoma                                                 |
| 1982  |                                                          | Elizabeth Ward                                           | Arkansas                                                 |
| 1983  |                                                          | Debra Maffett                                            | Californie                                               |
| 1984  |                                                          | Vanessa Lynn Williams                                    | New York                                                 |
| 1984  |                                                          | Suzette Charles                                          | New Jersey                                               |
| 1985  |                                                          | Sharlene Wells                                           | Utah                                                     |
| 1986  |                                                          | Susan Akin                                               | Mississippi                                              |
| 1987  |                                                          | Kellye Cash                                              | Tennessee                                                |
| 1988  |                                                          | Kaye Lani Rae Rafko                                      | Michigan                                                 |
| 1989  |                                                          | Gretchen Carlson                                         | Minnesota                                                |
| 1990  |                                                          | Debbye Turner                                            | Missouri                                                 |
| 1991  |                                                          | Marjorie Judith Vincent                                  | Illinois                                                 |
| 1992  |                                                          | Carolyn Suzanne Sapp                                     | Hawaï                                                    |
| 1993  |                                                          | Leanza Cornett                                           | Floride                                                  |
| 1994  |                                                          | Kimberly Clarice Aiken                                   | Caroline du Sud                                          |
| 1995  |                                                          | Heather Whitestone                                       | Alabama                                                  |
| 1996  |                                                          | Shawntel Smith                                           | Oklahoma                                                 |
| 1997  |                                                          | Tara Dawn Holland                                        | Kansas                                                   |
| 1998  |                                                          | Katherine Shindle                                        | Illinois                                                 |
| 1999  |                                                          | Nicole Johnson                                           | Virginie                                                 |
| 2000  |                                                          | Heather French                                           | Kentucky                                                 |
| 2001  |                                                          | Angela Perez Baraquio                                    | Hawaï                                                    |
| 2002  |                                                          | Katie Harman                                             | Oregon                                                   |
| 2003  |                                                          | Erika Harold                                             | Illinois                                                 |
| 2004  |                                                          | Ericka Dunlap                                            | Floride                                                  |
| 2005  |                                                          | Deidre Downs                                             | Alabama                                                  |
| 2006  |                                                          | Jennifer Berry                                           | Oklahoma                                                 |
| 2007  |                                                          | Lauren Nelson                                            | Oklahoma                                                 |
| 2008  |                                                          | Kirsten Haglund                                          | Michigan                                                 |
| 2009  |                                                          | Katie Stam                                               | Indiana                                                  |
| 2010  |                                                          | Caressa Cameron                                          | Virginie                                                 |
| 2011  |                                                          | Teresa Scanlan                                           | Nebraska                                                 |
| 2012  |                                                          | Laura Kaeppeler                                          | Wisconsin                                                |
| 2013  |                                                          | Mallory Hagan                                            | New York                                                 |
| 2014  |                                                          | Nina Davuluri                                            | New York                                                 |
| 2015  |                                                          | Kira Kazantsev                                           | New York                                                 |
| 2016  |                                                          | Betty Cantrell                                           | Géorgie                                                  |
| 2017  |                                                          | Savvy Shields                                            | Arkansas                                                 |
| 2018  |                                                          | Cara Mund                                                | Dakota du Nord                                           |
| 2019  |                                                          | Nia Franklin                                             | New York                                                 |
| 2020  |                                                          | Camille Schrier                                          | Virginie                                                 |
| 2021  | Compétition annulée en raison de la pandémie du Covid-19 | Compétition annulée en raison de la pandémie du Covid-19 | Compétition annulée en raison de la pandémie du Covid-19 |
| 2022  |                                                          | Emma Broyles                                             | Alaska                                                   |
| 2023  |                                                          | Grace Stanke                                             | Wisconsin                                                |
| 2024  |                                                          | Madison Marsh                                            | Colorado                                                 |
| 2025  |                                                          | Abbie Stockard                                           | Alabama                                                  |

| Année | Miss America                                             | 1re dauphine                                             | 2e dauphine                                              | 3e dauphine                                              | 4e dauphine                                              |
| ----- | -------------------------------------------------------- | -------------------------------------------------------- | -------------------------------------------------------- | -------------------------------------------------------- | -------------------------------------------------------- |
| 1935  | Pittsburgh (Pennsylvanie)                                | Missouri                                                 | Kentucky                                                 | Pas d'informations                                       | Pas d'informations                                       |
| 1936  | Philadelphie (Pennsylvanie)                              | Californie                                               | Connecticut                                              | Cook County (Illinois)                                   | Birmingham (Alabama)                                     |
| 1937  | Bertrand Island (New Jersey)                             | Texas                                                    | Caroline du Nord                                         | Californie                                               | Miami (Floride)                                          |
| 1938  | Ohio                                                     | Californie                                               | Utah                                                     | Asbury Park (New Jersey)                                 | Jacksonville (Floride)                                   |
| 1939  | Michigan                                                 | Oklahoma                                                 | Washington                                               | Californie                                               | Virginie                                                 |
| 1940  | Philadelphie (Pennsylvanie)                              | Californie                                               | Michigan                                                 | Massachusetts                                            | Kentucky                                                 |
| 1941  | Californie                                               | Pennsylvanie                                             | District de Columbia                                     | New York                                                 | Caroline du Nord                                         |
| 1942  | Texas                                                    | Chicago (Illinois)                                       | Michigan                                                 | New Jersey                                               | Californie                                               |
| 1943  | Californie                                               | Floride                                                  | Boston (Massachusetts)                                   | New York                                                 | District de Columbia                                     |
| 1944  | District de Columbia                                     | Boston (Massachusetts)                                   | Floride                                                  | Chicago (Illinois)                                       | Birmingham (Alabama)                                     |
| 1945  | New York                                                 | San Diego (Californie)                                   | Birmingham (Alabama)                                     | Floride                                                  | Minnesota                                                |
| 1946  | Californie                                               | Arkansas                                                 | Atlanta (Géorgie)                                        | Louisiane                                                | Utah                                                     |
| 1947  | Memphis (Tennessee)                                      | Minnesota                                                | Canada (n'existe plus)                                   | Alabama                                                  | Californie                                               |
| 1948  | Minnesota                                                | Wyoming                                                  | Alabama                                                  | Kansas                                                   | Oklahoma                                                 |
| 1949  | Arizona                                                  | Mississippi                                              | Illinois                                                 | Colorado                                                 | Californie                                               |
| 1950  | Pas d'informations                                       | Pas d'informations                                       | Pas d'informations                                       | Pas d'informations                                       | Pas d'informations                                       |
| 1951  | Alabama                                                  | Dakota du Sud                                            | Floride                                                  | Arkansas                                                 | Oklahoma                                                 |
| 1952  | Utah                                                     | Indiana                                                  | Caroline du Nord                                         | Arkansas                                                 | Floride                                                  |
| 1953  | Géorgie                                                  | Indiana                                                  | Californie                                               | Alabama                                                  | Illinois                                                 |
| 1954  | Pennsylvanie                                             | New York                                                 | Virginie                                                 | Alabama                                                  | Mississippi                                              |
| 1955  | Californie                                               | Floride                                                  | Caroline du Sud                                          | Pennsylvanie                                             | Michigan                                                 |
| 1956  | Colorado                                                 | Oregon                                                   | Chicago (Illinois)                                       | Caroline du Nord                                         | Oklahoma                                                 |
| 1957  | Caroline du Sud                                          | District de Columbia                                     | Alabama                                                  | Arizona                                                  | Kansas                                                   |
| 1958  | Colorado                                                 | Géorgie                                                  | Oklahoma                                                 | Californie                                               | Floride                                                  |
| 1959  | Mississippi                                              | Iowa                                                     | Oklahoma                                                 | Californie                                               | Caroline du Nord                                         |
| 1960  | Mississippi                                              | Wisconsin                                                | Washington                                               | Californie                                               | Arizona                                                  |
| 1961  | Michigan                                                 | Californie                                               | Caroline du Nord                                         | District de Columbia                                     | Indiana                                                  |
| 1962  | Caroline du Nord                                         | Arkansas                                                 | Utah                                                     | Texas                                                    | Minnesota                                                |
| 1963  | Ohio                                                     | Wisconsin                                                | Texas                                                    | Caroline du Sud                                          | Hawaï                                                    |
| 1964  | Arkansas                                                 | District de Columbia                                     | Hawaï                                                    | Tennessee                                                | Arizona                                                  |
| 1965  | Arizona                                                  | Arkansas                                                 | Virginie Occidentale                                     | Texas                                                    | Minnesota                                                |
| 1966  | Kansas                                                   | Mississippi                                              | Indiana                                                  | Floride                                                  | Wisconsin                                                |
| 1967  | Oklahoma                                                 | Californie                                               | Tennessee                                                | Ohio                                                     | New Hampshire                                            |
| 1968  | Kansas                                                   | Mississippi                                              | Wisconsin                                                | Rhode Island                                             | Floride                                                  |
| 1969  | Illinois                                                 | Massachusetts                                            | Iowa                                                     | Oregon                                                   | Indiana                                                  |
| 1970  | Michigan                                                 | Ohio                                                     | New Jersey                                               | Californie                                               | Minnesota                                                |
| 1971  | Texas                                                    | Caroline du Sud                                          | Maine                                                    | Mississippi                                              | Pennsylvanie                                             |
| 1972  | Ohio                                                     | Idaho                                                    | Massachusetts                                            | Pennsylvanie                                             | Maine                                                    |
| 1973  | Wisconsin                                                | Caroline du Nord                                         | Pennsylvanie                                             | Texas                                                    | Indiana                                                  |
| 1974  | Colorado                                                 | Wisconsin                                                | New Jersey                                               | Louisiane                                                | Pennsylvanie                                             |
| 1975  | Texas                                                    | Californie                                               | Illinois                                                 | Kentucky                                                 | Louisiane                                                |
| 1976  | New York                                                 | Caroline du Nord                                         | Californie                                               | Ohio                                                     | Arizona                                                  |
| 1977  | Minnesota                                                | Caroline du Sud                                          | Texas                                                    | Californie                                               | New York                                                 |
| 1978  | Ohio                                                     | Indiana                                                  | Caroline du Sud                                          | New Jersey                                               | Floride                                                  |
| 1979  | Virginie                                                 | Alabama                                                  | Floride                                                  | Ohio                                                     | Washington                                               |
| 1980  | Mississippi                                              | Ohio                                                     | Kansas                                                   | Missouri                                                 | Floride                                                  |
| 1981  | Oklahoma                                                 | Alabama                                                  | Mississippi                                              | New Jersey                                               | Arkansas                                                 |
| 1982  | Arkansas                                                 | Illinois                                                 | Géorgie                                                  | Indiana                                                  | Texas                                                    |
| 1983  | Californie                                               | Tennessee                                                | Mississippi                                              | Alabama                                                  | Oklahoma                                                 |
| 1984  | New York                                                 | New Jersey                                               | Alabama                                                  | Mississippi                                              | Ohio                                                     |
| 1985  | Utah                                                     | Ohio                                                     | Mississippi                                              | Minnesota                                                | Texas                                                    |
| 1986  | Mississippi                                              | Caroline du Sud                                          | Texas                                                    | Washington                                               | Alabama                                                  |
| 1987  | Tennessee                                                | Virginie                                                 | Caroline du Sud                                          | Michigan                                                 | Missouri                                                 |
| 1988  | Michigan                                                 | Louisiane                                                | Nevada                                                   | Colorado                                                 | Mississippi                                              |
| 1989  | Minnesota                                                | Colorado                                                 | Oklahoma                                                 | Californie                                               | Alabama                                                  |
| 1990  | Missouri                                                 | Maryland                                                 | Colorado                                                 | Illinois                                                 | Ohio                                                     |
| 1991  | Illinois                                                 | Caroline du Sud                                          | Tennessee                                                | Texas                                                    | Louisiane                                                |
| 1992  | Hawaï                                                    | New York                                                 | Missouri                                                 | Iowa                                                     | Mississippi                                              |
| 1993  | Floride                                                  | Iowa                                                     | Indiana                                                  | Kansas                                                   | Oklahoma                                                 |
| 1994  | Caroline du Sud                                          | Géorgie                                                  | Ohio                                                     | Oregon                                                   | Virginie                                                 |
| 1995  | Alabama                                                  | Virginie                                                 | New Jersey                                               | Géorgie                                                  | Indiana                                                  |
| 1996  | Oklahoma                                                 | Oregon                                                   | Arkansas                                                 | Californie                                               | Illinois                                                 |
| 1997  | Kansas                                                   | Louisiane                                                | Oregon                                                   | Alabama                                                  | Missouri                                                 |
| 1998  | Illinois                                                 | Caroline du Nord                                         | Mississippi                                              | Arizona                                                  | Californie                                               |
| 1999  | Virginie                                                 | Caroline du Nord                                         | Floride                                                  | Missouri                                                 | Kentucky                                                 |
| 2000  | Kentucky                                                 | Illinois                                                 | Pennsylvanie                                             | Maryland                                                 | Texas                                                    |
| 2001  | Hawaï                                                    | Louisiane                                                | Californie                                               | Mississippi                                              | Kentucky                                                 |
| 2002  | Oregon                                                   | Massachusetts                                            | Tennessee                                                | District de Columbia                                     | New York                                                 |
| 2003  | Illinois                                                 | Alabama                                                  | Oklahoma                                                 | Nevada                                                   | Maryland                                                 |
| 2004  | Floride                                                  | Hawaï                                                    | Wisconsin                                                | Maryland                                                 | Californie                                               |
| 2005  | Alabama                                                  | Louisiane                                                | Caroline du Nord                                         | Arkansas                                                 | Californie                                               |
| 2006  | Oklahoma                                                 | Géorgie                                                  | Alabama                                                  | Virginie                                                 | District de Columbia                                     |
| 2007  | Oklahoma                                                 | Texas                                                    | Géorgie                                                  | Mississippi                                              | Alabama                                                  |
| 2008  | Michigan                                                 | Indiana                                                  | Washington                                               | Virginie                                                 | Caroline du Nord                                         |
| 2009  | Indiana                                                  | Géorgie                                                  | Iowa                                                     | New York                                                 | Floride                                                  |
| 2010  | Virginie                                                 | Californie                                               | Tennessee                                                | Louisiane                                                | Kentucky                                                 |
| 2011  | Nebraska                                                 | Arkansas                                                 | Hawaï                                                    | Washington                                               | Oklahoma                                                 |
| 2012  | Wisconsin                                                | Oklahoma                                                 | New York                                                 | Arizona                                                  | Californie                                               |
| 2013  | New York                                                 | Caroline du Sud                                          | Oklahoma                                                 | Wyoming                                                  | Iowa                                                     |
| 2014  | New York                                                 | Californie                                               | Oklahoma                                                 | Floride                                                  | Minnesota                                                |
| 2015  | New York                                                 | Virginie                                                 | Arkansas                                                 | Floride                                                  | Massachusetts                                            |
| 2016  | Géorgie                                                  | Mississippi                                              | Colorado                                                 | Louisiane                                                | Alabama                                                  |
| 2017  | Arkansas                                                 | Caroline du Sud                                          | New York                                                 | Washington                                               | Mississippi                                              |
| 2018  | Dakota du Nord                                           | Missouri                                                 | New Jersey                                               | District de Columbia                                     | Texas                                                    |
| 2019  | New York                                                 | Connecticut                                              | Louisiane                                                | Floride                                                  | Massachusetts                                            |
| 2020  | Virginie                                                 | Géorgie                                                  | Missouri                                                 | Oklahoma                                                 | Connecticut                                              |
| 2021  | Compétition annulée en raison de la pandémie du Covid-19 | Compétition annulée en raison de la pandémie du Covid-19 | Compétition annulée en raison de la pandémie du Covid-19 | Compétition annulée en raison de la pandémie du Covid-19 | Compétition annulée en raison de la pandémie du Covid-19 |
| 2022  | Alaska                                                   | Alabama                                                  | Massachusetts                                            | New York                                                 | Oregon                                                   |
| 2023  | Wisconsin                                                | New York                                                 | Texas                                                    | Virginie-Occidentale                                     | Géorgie                                                  |
| 2024  | Colorado                                                 | Texas                                                    | Indiana                                                  | Kentucky                                                 | Rhode Island                                             |
| 2025  | Alabama                                                  | Texas                                                    | Tennessee                                                | Floride                                                  | Ohio                                                     |

### Palmarès par État
| Représentation   | Titre | Année                                    |
| ---------------- | ----- | ---------------------------------------- |
| New York         | 7     | 1945, 1976, 1984, 2013, 2014, 2015, 2019 |
| Ohio             | 6     | 1922, 1923, 1938, 1963, 1972, 1978       |
| Californie       | 6     | 1925, 1941, 1943, 1946, 1955, 1983       |
| Oklahoma         | 6     | 1926, 1967, 1981, 1996, 2006, 2007       |
| Pennsylvanie     | 5     | 1924, 1935, 1936, 1940, 1954             |
| Illinois         | 5     | 1927, 1969, 1991, 1998, 2003             |
| Michigan         | 5     | 1939, 1961, 1970, 1988, 2008             |
| Mississippi      | 4     | 1959, 1960, 1980, 1986                   |
| Virginie         | 4     | 1979, 1999, 2010, 2020                   |
| Colorado         | 4     | 1956, 1958, 1974, 2024                   |
| Alabama          | 4     | 1951, 1995, 2005, 2025                   |
| Texas            | 3     | 1942, 1971, 1975                         |
| Minnesota        | 3     | 1948, 1977, 1989                         |
| Kansas           | 3     | 1966, 1968, 1997                         |
| Arkansas         | 3     | 1964, 1982, 2017                         |
| Wisconsin        | 3     | 1973, 2012, 2023                         |
| Washington D.C.  | 2     | 1921, 1944                               |
| Arizona          | 2     | 1949, 1965                               |
| New Jersey       | 2     | 1937, 1984                               |
| Utah             | 2     | 1952, 1985                               |
| Tennessee        | 2     | 1947, 1987                               |
| Caroline du Sud  | 2     | 1957, 1994                               |
| Hawaï            | 2     | 1992, 2001                               |
| Floride          | 2     | 1993, 2004                               |
| Géorgie          | 2     | 1953, 2016                               |
| Connecticut      | 1     | 1933                                     |
| Caroline du Nord | 1     | 1962                                     |
| Missouri         | 1     | 1990                                     |
| Kentucky         | 1     | 2000                                     |
| Oregon           | 1     | 2002                                     |
| Indiana          | 1     | 2009                                     |
| Nebraska         | 1     | 2011                                     |
| Dakota du Nord   | 1     | 2018                                     |
| Alaska           | 1     | 2022                                     |

### État n’ayant pas encore remporté le titre de Miss America
- Dakota du Sud
- Delaware
- Idaho
- Iowa
- Louisiane
- Maine
- Maryland
- Massachusetts
- Montana
- Nevada
- New Hampshire
- Nouveau-Mexique
- Porto Rico
- Rhode Island
- Vermont
- Virginie-Occidentale
- Washington
- Wyoming